# ダイトロン
ダイトロン株式会社 （Daitron Co., Ltd.）は、大阪市淀川区に本社、東京都千代田区に東京本部を置く、電子機器・部品の商社である。製販融合を推進し、半導体製造装置、スイッチング電源等のオリジナル製品の開発・製造・販売も手掛けている。
社名の由来は、創業の地である大阪の「大」と、創業者・髙本善四郎の故郷である京都の「都」から。2017年1月1日、製造子会社2社との経営統合を期に、プロダクトブランド名である「Daitron」 （Daito Erectron）に社名変更した。
グループステートメントは「Creator for the NEXT」。

## 沿革
- 1952年 - 大阪市北区に大都商事株式会社を設立し、東京通信工業株式会社（現 ソニー株式会社）の特約店としてテープレコーダー（ソニーでは『テープコーダー』と呼称）の販売を開始。
- 1958年 - 子会社・大都商事株式会社（1968年に吸収合併。現 東京本部）を東京都新宿区に設立。
- 1969年 - 本社を大阪市東区島町（現 中央区）に移転。
- 1970年 - 子会社・大都電子工業株式会社（後 ダイトロンテクノロジー株式会社）、株式会社ダイトを設立。
- 1973年 - 子会社・ヒロタ精機株式会社（後 大都精機工業株式会社）を設立。
- 1980年 - 栗東工場（電装事業部）を滋賀県栗太郡栗東町（現 栗東市）に開設。ケーブル・ハーネスの製造を開始。
- 1984年 - トパーズ社（米国）との合弁会社・ダイトトパーズ株式会社を設立（1990年に合弁を解消し、ダイトパワートロン株式会社に変更、子会社化）。
- 1986年 - アライドシグナル社（米国）の子会社・アンフェノール社との合弁会社・日本インターコネクト株式会社（後 アンフェノールジャパン株式会社）を設立（2000年に資本提携を解消）。子会社・DAITRON INC.を米国オレゴン州に設立。
- 1987年 - 台北駐在員事務所（現 台北支店）を台湾に開設。
- 1988年 - 子会社・大都電子工業株式会社が大都精機工業株式会社を吸収合併し、商号をダイトロンテクノロジー株式会社に変更。
- 1992年 - ミュンヘン駐在員事務所をドイツに開設（2009年に閉鎖）。
- 1994年 - 電装事業部を独立させ、子会社・ダイトデンソー株式会社を設立。
- 1998年 - 大都商事株式会社からダイトエレクトロン株式会社に商号を変更。
子会社・DAITRON（MALAYSIA）SDN. BHD.をマレーシアに設立。
- 1999年 - 日本証券業協会に株式を店頭公開。
- 2000年 - ソウル駐在員事務所（ソウル支店昇格を経て現 DAITRON（KOREA）CO., LTD.）を韓国に開設。
- 2001年 - 東京証券取引所および大阪証券取引所第二部に株式を上場。香港駐在員事務所（現 大都電子（香港）有限公司）を中国香港に開設。
- 2002年 - 子会社・大途電子（上海）有限公司を中国上海に設立。
- 2003年 - 株式会社東京ダイヤモンド工具製作所と合弁会社・大都東京精麿股份有限公司を台湾に設立（2009年解散）。
- 2004年 - 本社を大阪市淀川区宮原に移転。
- 2005年 - 子会社・ダイトパワートロン株式会社を吸収合併。コントロン社（ドイツ）の子会社・コントロンエンベデッドテクノロジー, INC.（台湾）との合弁会社・コントロンテクノロジージャパン株式会社（2010年解散）を設立。
- 2006年 - 東京証券取引所及び大阪証券取引所の市場第一部に指定。
- 2007年 - 子会社・ダイトデンソー株式会社が鷹和産業株式会社（福岡県田川郡川崎町）を子会社化。
- 2008年 - 子会社・株式会社ダイトを吸収合併。子会社・DAITRON（THAILAND）CO., LTD.をタイに設立。
- 2011年 - 子会社・大途電子諮詢（深圳）有限公司を中国深圳に設立。
- 2016年 - 子会社・ダイトデンソー株式会社が愛知県一宮市に基幹工場となる中部事業所を開設する。
- 2017年 - 子会社・ダイトデンソー株式会社、ダイトロンテクノロジー株式会社を吸収合併。商号をダイトロン株式会社に変更。
子会社・ダイトテック株式会社を設立。
- 2020年 - 子会社・ダイトテック株式会社が鷹和産業株式会社を吸収合併。

## 組織

### 統括拠点
- 本社 - 大阪府大阪市淀川区宮原四丁目6番11号
- 東京本部 - 東京都千代田区麹町三丁目6番地
- 名古屋支店 - 愛知県名古屋市中区栄三丁目10番22号

### 営業・物流拠点
- 東日本エリア営業部
  - 宮城県・茨城県・栃木県・東京都・神奈川県・長野県
- 中部日本エリア営業部
  - 石川県・静岡県・愛知県
- 西日本エリア営業部
  - 京都府・大阪府・兵庫県・広島県・福岡県・熊本県
- 電子デバイス営業部
  - 東京都・大阪府
- 情報システム営業部
  - 東京都
- 機械営業部
  - 宮城県・東京都・愛知県・大阪府・福岡県
- 海外事業本部
  - 東京都
- グリーン・ファシリティー部
  - 東京都・岐阜県・大阪府
- 商品仕入部
  - 東京都・岐阜県・大阪府
- マニラ駐在員事務所
  - フィリピン（マニラ）
- ハノイ駐在員事務所
  - ベトナム（ハノイ）

### 開発・生産拠点
- 装置事業部門
  - 東京都・石川県・愛知県・京都府
- 部品事業部門
  - 東京都・愛知県・滋賀県

### 連結子会社
- DAITRON INC. （米国）
- ダイトロン（韓国）CO., LTD.（韓国）
- 大都電子（香港）有限公司（香港）
- 大途電子（上海）有限公司（中国）
- 大途電子諮詢（深圳）有限公司（中国）
- 台灣大都電子股份有限公司（台湾）
- DAITRON（マレーシア）SDN. BHD.（マレーシア）
- DAITRON（タイ）CO., LTD.（タイ）
- ダイトテック株式会社